# Scipion Cochet
Scipion Cochet, né le 1er octobre 1833 à Suisnes et mort le 27 mai 1896 à Suisnes, est un horticulteur et rosiériste français, à l'origine de nombreuses obtentions et fondateur du Journal des roses en 1877 avec Camille Bernardin.

## Biographie

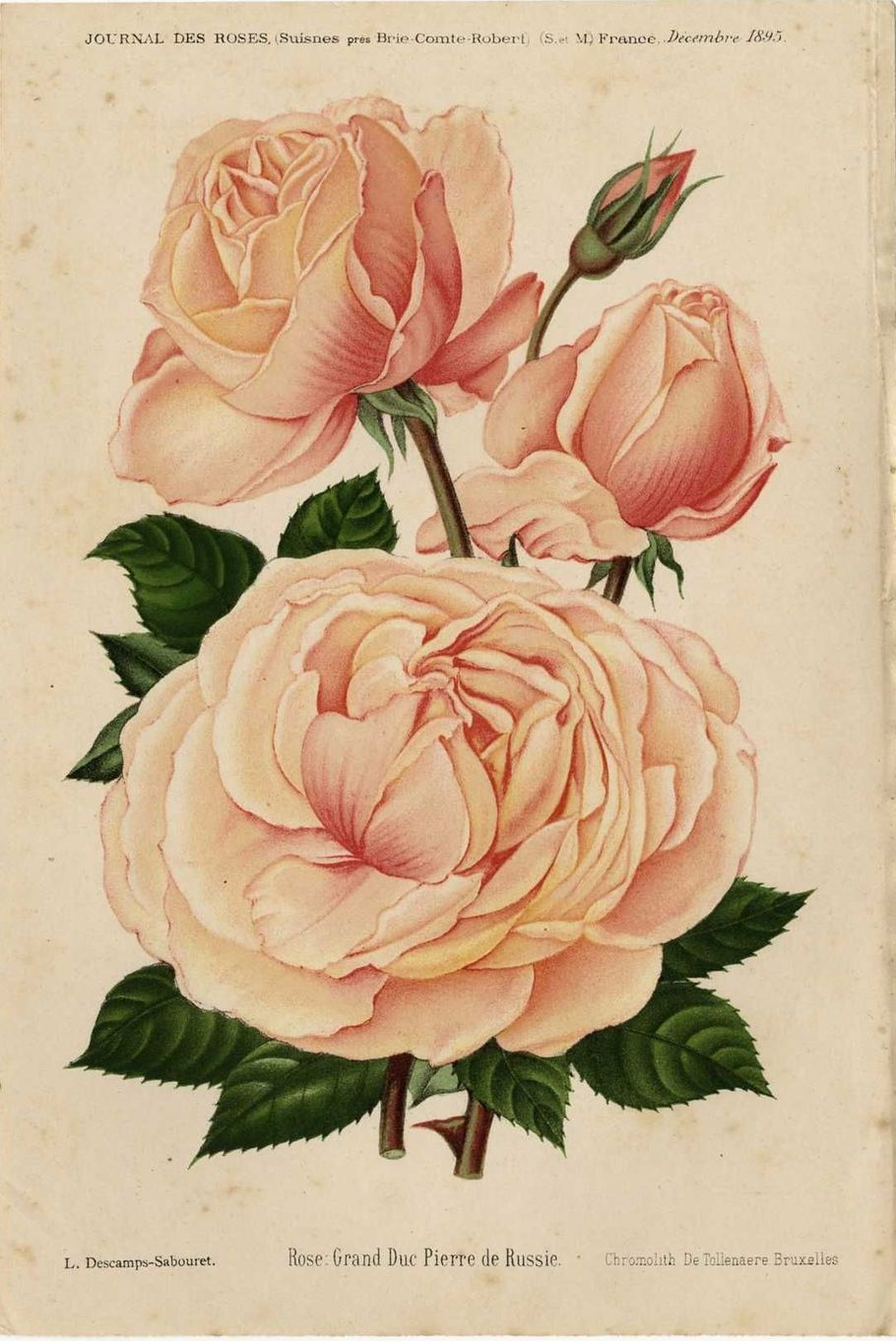
Rose 'Grand-Duc Pierre de Russie', ill. in Journal des roses, décembre 1895.

Petit-fils de Christophe Cochet (1777-1819), chef jardinier du comte de Bougainville et fondateur en 1799 de la pépinière familiale à Suisnes, il est fils de l'horticulteur Pierre Cochet qui développe l'entreprise aux environs de Brie-Comte-Robert. Scipion Cochet reprend l'entreprise en 1853 avec son frère, Philémon Cochet (1823-1898). L'entreprise de 28 hectares expédie plus d'un million de rosiers par an dans le monde. Son succès suscite des vocations dans la Brie, en effet nombre de vignerons et de cultivateurs se reconvertissant à la fin du siècle dans la culture de la rose après la crise du phylloxéra. Scipion Cochet est maire de Grisy-Suisnes de 1871 à 1878.
Scipion Cochet est l'obtenteur de nombreuses variétés de fleurs comme : le Ceanothus 'Marguerite Audusson', les lilas 'Philémon Cochet', 'Clara Cochet', l'azalée 'Clara Cochet', et une vingtaine de roses dont : 'Arthur de Sansal', 'Baronne G. de Noirmont', 'Comtesse de Jaucourt', 'Grand-Duc Pierre de Russie', 'Madame Philémon Cochet', 'Madame Pierre Cochet', 'Madame Scipion Cochet', 'Mademoiselle Germaine Raud' (obtenue par le Dr Raud et mise au commerce par Cochet), 'Maman Cochet', 'Philémon Cochet', 'Prince de Wagram', 'Souvenir de la Reine d'Angleterre', etc.
Il meurt à l'âge de 63 ans. Son fils Pierre Cochet (1858-1911) succède à son père prenant son beau-frère (époux de sa sœur Clara) et cousin germain Charles Cochet-Cochet (1866-1936), de Coubert, comme associé. Ce dernier rachète le Journal des roses en janvier 1912. Scipion Cochet était vice-président de la Société d'horticulture de Melun et de Fontainebleau qu'il avait fondée en 1852. Profondément catholique, ses obsèques ont lieu en l'église de Grisy-Suisnes devant une grande foule et il est inhumé au cimetière de Grisy.

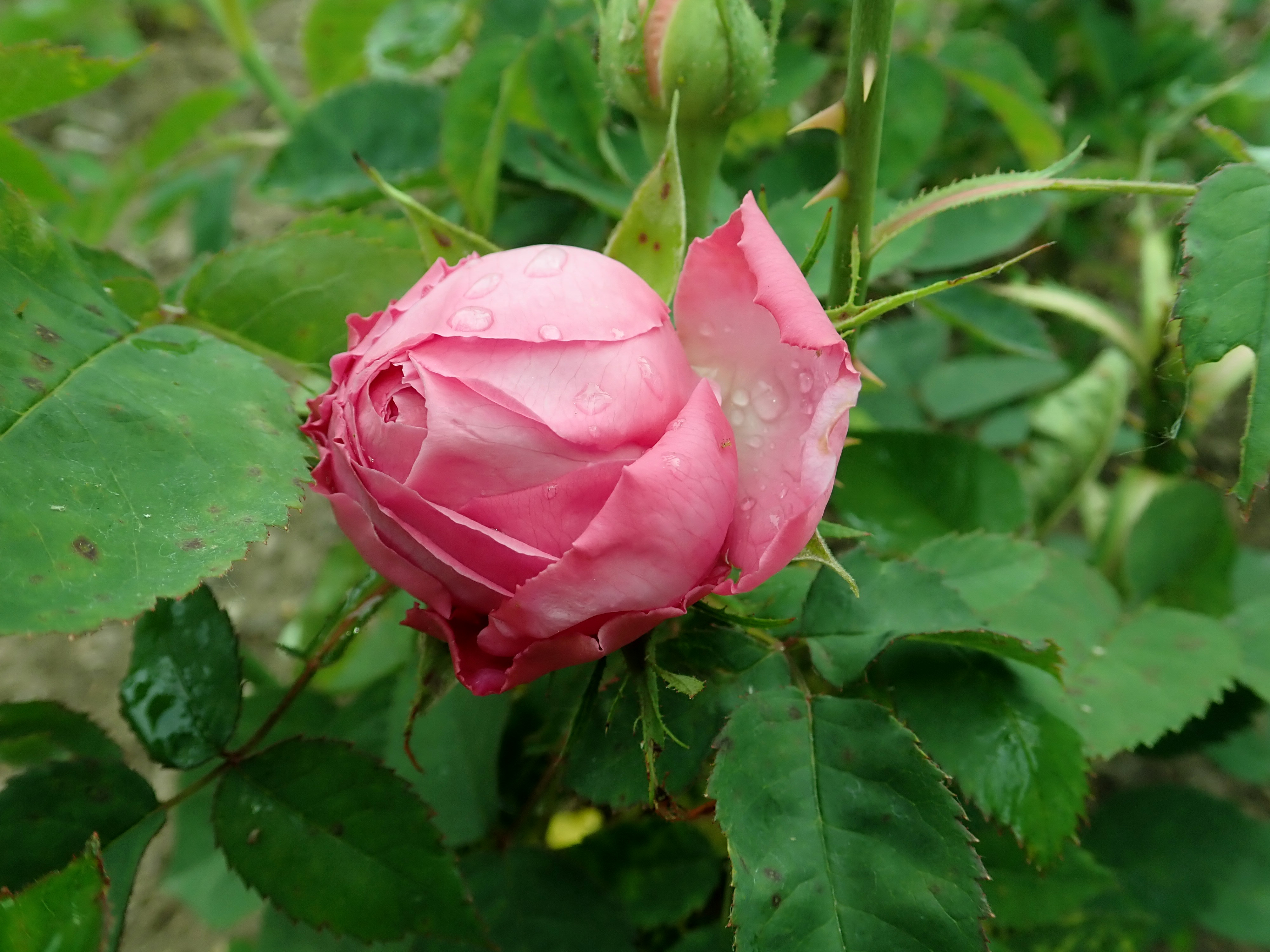
'Souvenir de la Reine d'Angleterre' (1855)
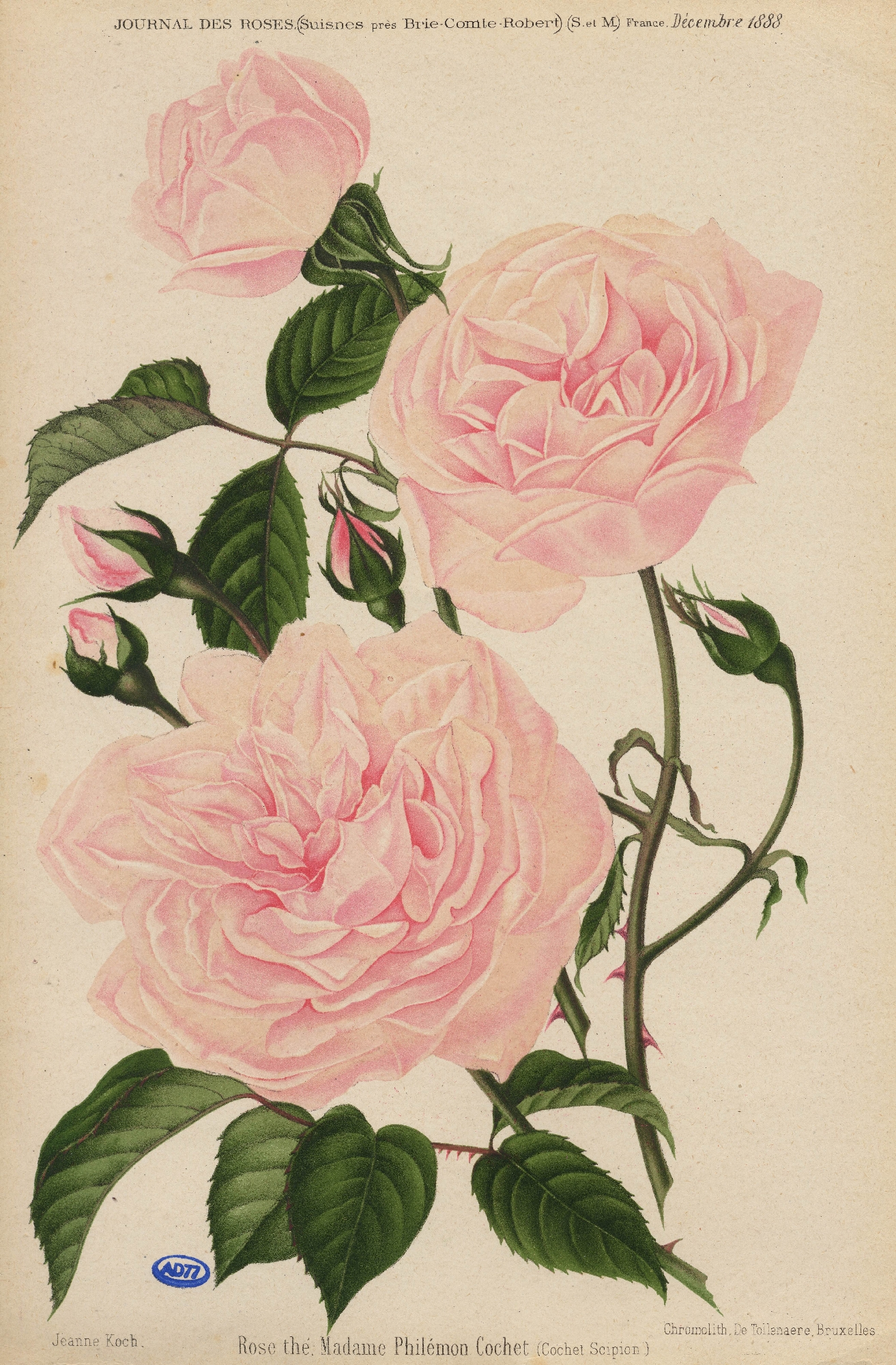
'Madame Philémon Cochet' (1887)
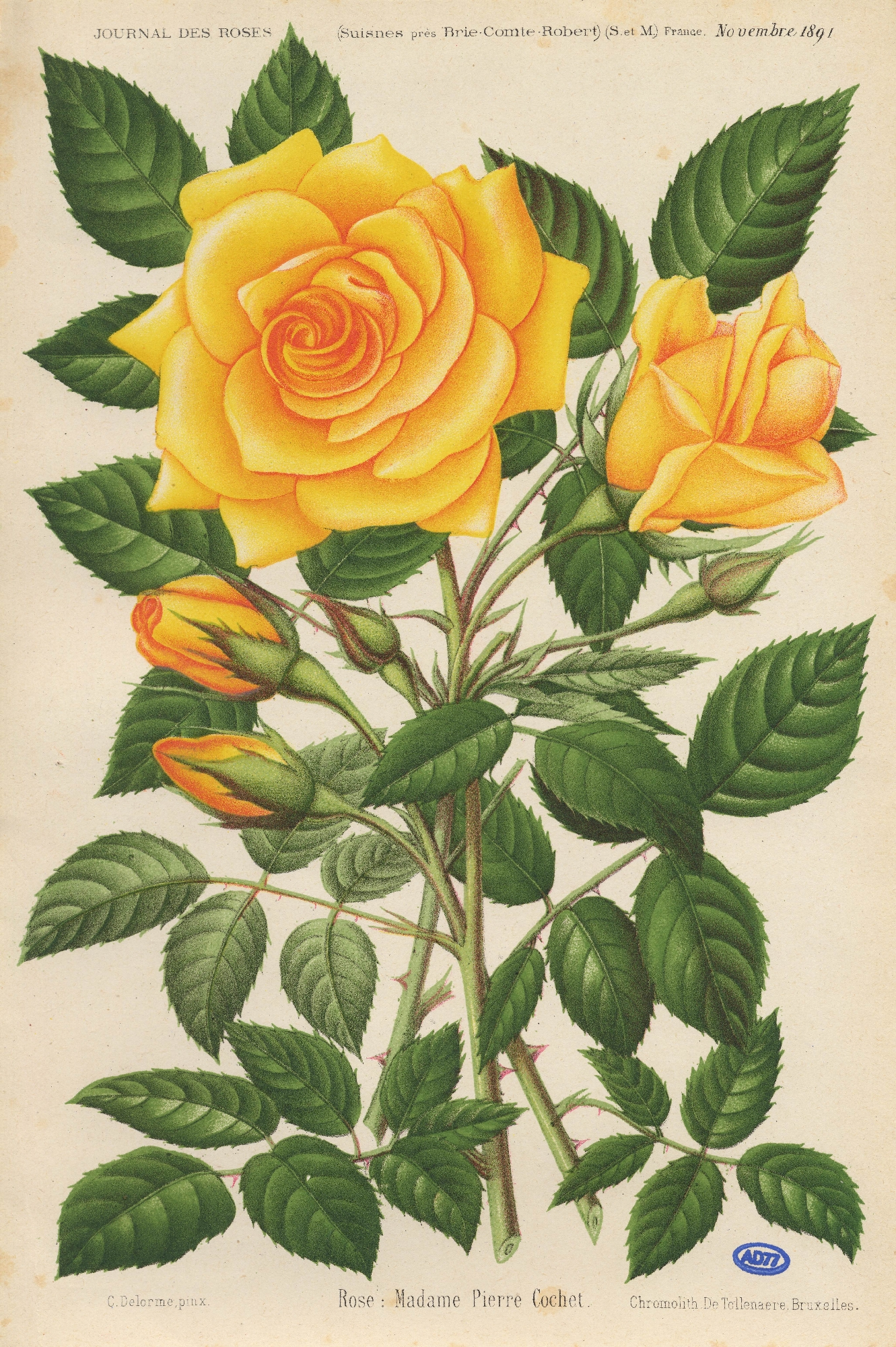
'Madame Pierre Cochet' (1891)
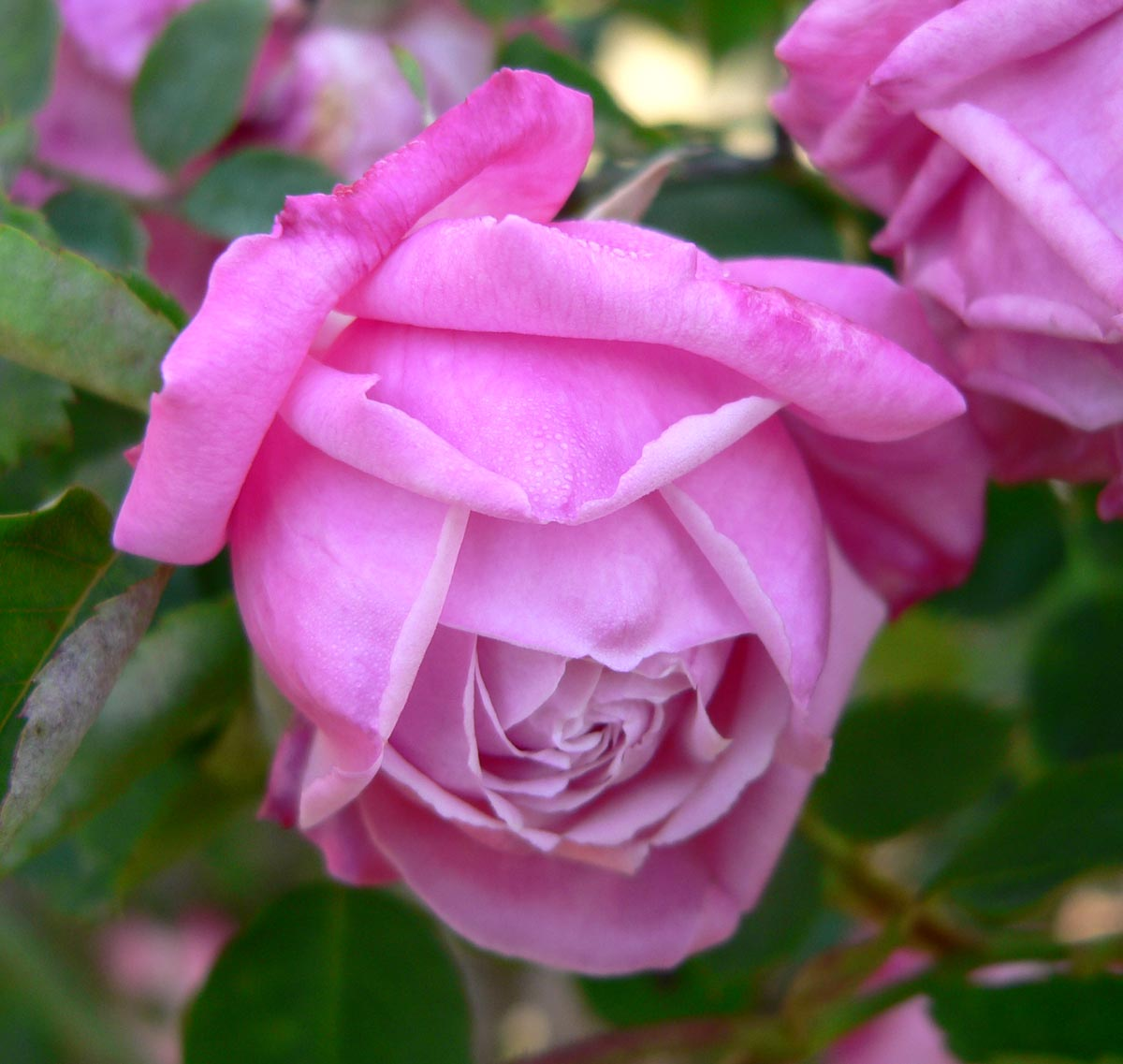
'Maman Cochet' (1892)
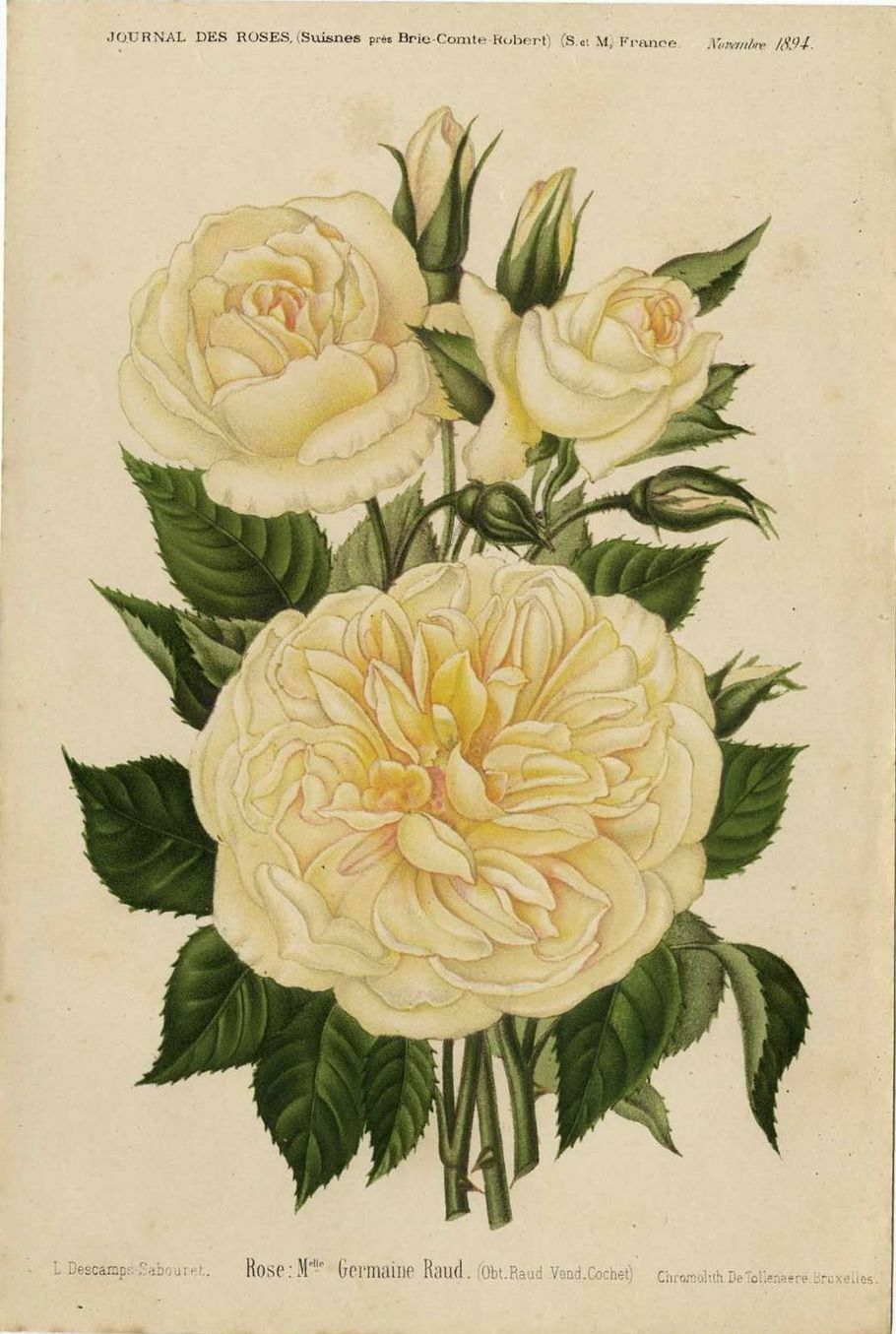
'Mademoiselle Germaine Raud' (1894)

## Distinctions et récompenses

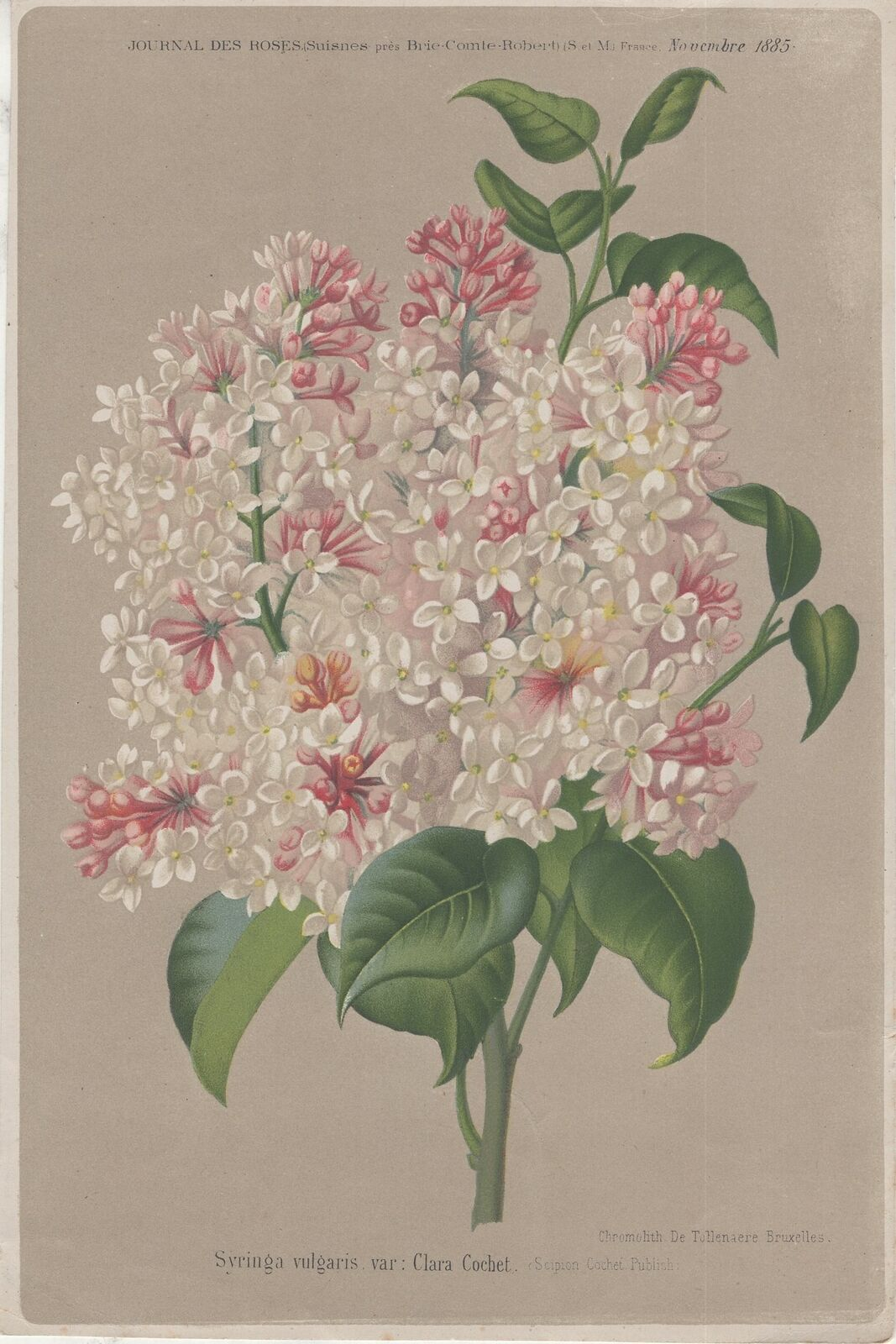
Lilas 'Clara Cochet'.

- Chevalier de l'ordre du Christ (Portugal)
- Chevalier de l'ordre humanitaire de Mélusine (fondé en 1881 par Mme Ambroise Calfa)

Scipion Cochet obtient des centaines de récompenses pour ses obtentions, dont la grande médaille d'or de la Ville de Paris à l'exposition universelle de 1855 et celle de 1867, des médailles d'or aux expositions de Tournai, d'Anvers en 1878, etc.
Eugène Verdier lui dédie une rose sous le nom de 'Scipion Cochet', en 1887.
Une voie de Brunoy (Essonne) est baptisée allée Scipion-Cochet.